# Chotilsko
Chotilsko är en ort i Tjeckien.   Den ligger i regionen Mellersta Böhmen, i den centrala delen av landet, 40 km söder om huvudstaden Prag. Chotilsko ligger 339 meter över havet och antalet invånare är 370.
Terrängen runt Chotilsko är platt söderut, men norrut är den kuperad. Runt Chotilsko är det ganska glesbefolkat, med 22 invånare per kvadratkilometer. Närmaste större samhälle är Dobříš, 13,3 km väster om Chotilsko. I omgivningarna runt Chotilsko växer i huvudsak blandskog.